# Unterseeboot 108 (1940)
Pour les articles homonymes, voir Unterseeboot 108.
L'Unterseeboot 108 (ou U-108) est un sous-marin allemand de type IX.B de la Kriegsmarine de la Seconde Guerre mondiale.

## Historique
Il quitte Wilhelmshaven pour sa première patrouille sous les ordres du Kapitänleutnant Klaus Scholtz le 15 février 1941. Après 26 jours en mer et un résultat de 8 078 tonneaux, il rejoint la base sous-marine de Lorient le 12 mars 1941.
Ses deuxième, troisième et quatrième patrouilles, respectivement du 3 avril au 2 mai 1941 (30 jours), du 25 mai au 7 juillet 1941 (44 jours) et du 19 août au 21 octobre 1941 (64 jours), se concrétisent par des résultats de 16 644, 26 931 et 0 tonneaux.	
Klaus Scholtz est promu le 1er novembre 1941 au grade de Korvettenkapitän, il garde le commandement de l'U-108 pour les cinquième à huitième patrouilles du 9 au 25 décembre 1941 (17 jours), du 8 janvier au 4 mars 1942 (56 jours), du 30 mars au 1er juin 1942 (64 jours) et du 13 juillet au 10 septembre 1942 (60 jours) avec comme résultats respectivement 7 620, 20 082, 31 340 et 17 495 tonneaux.

Pour les résultats de ses huit patrouilles, Klaus Scholtz reçoit la Croix de chevalier de la Croix de fer.
Le kapitänleutnant Ralf-Reimar Wolfram prend le commandement de l'U-108 le 15 octobre 1942 et effectue les neuvième à la onzième patrouille à l'U-Boot du 25 octobre au 26 novembre 1942 (33 jours sans résultat), du 20 janvier au 24 février 1943 (36 jours sans résultat) et du 1er avril au 16 mai 1943 (46 jours et 7 176 tonneaux de navires ennemis coulés) qui amène l'U-108 à Stettin pour devenir une unité de formation et d'entrainement dans cette nouvelle affectation.

Le 1er juin 1943, Ralf-Reimar Wolfram  est promu au grade de Korvettenkapitän et cède son commandement à l'Oberleutnant zur See Matthias Brünig le 17 octobre 1943.
L'U-108 est coulé le 11 avril 1944 à Stettin par les bombes lors d'un assaut aérien. Il est renfloué et mis hors service le 17 juillet 1944 et est sabordé le 24 avril 1945 avant la prise de la ville par les forces soviétiques.

## Affectations
- 2. Unterseebootsflottille du 22 octobre 1940 au 31 janvier 1941 à Wilhelmshaven pendant sa période de formation
- 2. Unterseebootsflottille du 1er février 1941 au 31 août 1943 à la base sous-marine de Lorient en tant qu'unité combattante
- 8. Unterseebootsflottille du 1er septembre 1943 au 11 avril 1944 à Stettin en tant qu'unité d'entrainement

## Commandement
- Korvettenkapitän Klaus Scholtz du 22 octobre 1940 au 14 octobre 1942
- Oberleutnant zur See Erich Hilsenitz d'octobre 1942 à octobre 1942
- Korvettenkapitän Ralf-Reimar Wolfram du 15 octobre 1942 au 16 octobre 1943
- Oberleutnant zur See Matthias Brünig du 17 octobre 1943 au 11 avril 1944

## Patrouilles
|       | Commandant            | Départ          | Départ        | Arrivée           | Arrivée | Jours     | Succès    |
| ----- | --------------------- | --------------- | ------------- | ----------------- | ------- | --------- | --------- |
| 1     | Kptlt. Klaus Scholtz  | 15 février 1941 | Wilhelmshaven | 12 mars 1941      | Lorient | 26 jours  | 8 078     |
| 2     | Kptlt. Klaus Scholtz  | 3 avril 1941    | Lorient       | 2 mai 1941        | Lorient | 30 jours  | 16 644    |
| 3     | Kptlt. Klaus Scholtz  | 25 mai 1941     | Lorient       | 7 juillet 1941    | Lorient | 44 jours  | 26 931    |
| 4     | Kptlt. Klaus Scholtz  | 19 août 1941    | Lorient       | 21 octobre 1941   | Lorient | 64 jours  |           |
| 5     | KrvKpt. Klaus Scholtz | 9 décembre 1941 | Lorient       | 25 décembre 1941  | Lorient | 17 jours  | 7 620     |
| 6     | KrvKpt. Klaus Scholtz | 8 janvier 1942  | Lorient       | 4 mars 1942       | Lorient | 56 jours  | 20 082    |
| 7     | KrvKpt. Klaus Scholtz | 30 mars 1942    | Lorient       | 1er juin 1942     | Lorient | 64 jours  | 31 340    |
| 8     | KrvKpt. Klaus Scholtz | 13 juillet 1942 | Lorient       | 10 septembre 1942 | Lorient | 60 jours  | 17 495    |
| 9     | Kptlt. Ralf-Reimar    | 25 octobre 1942 | Lorient       | 26 novembre 1942  | Lorient | 33 jours  |           |
| 10    | Kptlt. Ralf-Reimar    | 20 janvier 1943 | Lorient       | 24 février 1943   | Lorient | 36 jours  |           |
| 11    | Kptlt. Ralf-Reimar    | 1er avril 1943  | Lorient       | 16 mai 1943       | Stettin | 46 jours  | 7 176     |
| Total | Total                 | Total           | Total         | Total             | Total   | 476 jours | 135 366 t |

Note : KrvKpt. = Korvettenkapitän - Kptlt. = Kapitänleutnant

### Opérations Wolfpack
L'U-108 a opéré avec les Wolfpacks (meutes de loup) durant sa carrière opérationnelle:
1. West (2 juin 1941 - 20 juin 1941)
2. Seeräuber (14 décembre 1941 - 22 décembre 1941)
3. Schlagetot (9 novembre 1942 - 17 novembre 1942)
4. Rochen (28 janvier 1943 - 11 février 1943)
5. Adler (7 avril 1943 - 13 avril 1943)
6. Meise (13 avril 1943 - 27 avril 1943)
7. Specht (27 avril 1943 - 28 avril 1943)

## Navires coulés
- L'Unterseeboot 108 a coulé 25 navires pour un total de 118 722 tonneaux et un navire de guerre auxiliaire de 16 644 tonneaux au cours de ses 11 patrouilles.

| Date             | Nom                | Nationalité | Tonnage (GRT) | Fait  |
| ---------------- | ------------------ | ----------- | ------------- | ----- |
| 22 février 1941  | Texelstroom        | Pays-Bas    | 1 617         | Coulé |
| 28 février 1941  | Effna              | Royaume-Uni | 6 461         | Coulé |
| 13 avril 1941    | HMS Rajputana (en) | Royaume-Uni | 16 644        | Coulé |
| 2 juin 1941      | Michael E.         | Royaume-Uni | 7 628         | Coulé |
| 8 juin 1941      | Baron Nairn        | Royaume-Uni | 3 164         | Coulé |
| 8 juin 1941      | Dirphys            | Grèce       | 4 240         | Coulé |
| 10 juin 1941     | Christian Krohg    | Norvège     | 1 992         | Coulé |
| 25 juin 1941     | Ellinco            | Grèce       | 3 059         | Coulé |
| 25 juin 1941     | Nicholas Pateras   | Grèce       | 4 362         | Coulé |
| 1er juin 1941    | Toronto City       | Royaume-Uni | 2 486         | Coulé |
| 14 décembre 1941 | Cassequel          | Royaume-Uni | 2 751         | Coulé |
| 19 décembre 1941 | Ruckinge           | Royaume-Uni | 2 869         | Coulé |
| 2 février 1942   | Ocean Venture      | Royaume-Uni | 7 174         | Coulé |
| 9 février 1942   | Tolosa             | Norvège     | 1 974         | Coulé |
| 12 février 1942  | Blink              | Norvège     | 2 701         | Coulé |
| 16 février 1942  | Ramapo             | Panama      | 2 968         | Coulé |
| 18 février 1942  | Somme              | Royaume-Uni | 5 265         | Coulé |
| 25 avril 1942    | Modesta            | Royaume-Uni | 3 849         | Coulé |
| 29 avril 1942    | Mobiloil           | USA         | 9 925         | Coulé |
| 5 mai 1942       | Afoundria          | USA         | 5 010         | Coulé |
| 6 mai 1942       | Abgara             | Lettonie    | 4 422         | Coulé |
| 20 mai 1942      | Norland            | Norvège     | 8 134         | Coulé |
| 3 août 1942      | Tricula            | Royaume-Uni | 6 221         | Coulé |
| 7 août 1942      | Breñas             | Norvège     | 2 687         | Coulé |
| 17 août 1942     | Louisiana          | USA         | 8 567         | Coulé |
| 19 avril 1943    | Robert Gray        | USA         | 7 176         | Coulé |